# 帕西加
帕西加（西班牙語：Pásiga），是巴拿馬的城鎮，位於該國中東部，由巴拿馬省的奇曼區負責管轄，面積201.4平方公里，2010年該城鎮人口439，人口密度每平方公里2.18人。